# Spółgłoska podniebienna
Spółgłoska podniebienna, inaczej palatalna – spółgłoska średniojęzykowa wymawiana, gdy środkowa część języka dotyka podniebienia twardego.
W międzynarodowym systemie zapisu fonetycznego IPA występują symbole dla następujących spółgłosek podniebiennych:
- [c] – np. w węgierskim kutya „pies”
- [ɟ] –  np. w węgierskim wyrazie egy „jeden”
- [ç] – w języku niemieckim w zaimku pierwszej osoby liczby pojedynczej ich
- [ʝ] – w języku hiszpańskim alofon fonemu [j] np. w wyrazie yema „żółtko”
- [ɲ] – polskie ń w wyrazie „koń”, hiszpańskie ñ w niño, francuskie gn w agneau
- [j] – polskie j w wyrazie „jabłko”
- [ʎ] – włoskie gl w wyrazie figlio

Spółgłoski zwarte podniebienne są dość rzadkie w językach świata. Zazwyczaj są zastępowane przez zwarto-szczelinowe lub szczelinowe spółgłoski zadziąsłowe. Proces ten zaszedł również w historii języka polskiego (tak zwana pierwsza palatalizacja) – stąd mamy oboczności: bok-boczek, noga-nóżka.